# Líceas de Nàucratis
Líceas (en grec antic: Λυκέας, Lyceas) fou un escriptor de l'antiga Grècia natural de la ciutat de Nàucratis (Egipte), que va escriure una obra sobre el seu país, obra que és esmentada per Ateneu (Deipnosophistae 13. 560e.; 14. 616d.) i per Plini el Vell, que l'inclou a la seva llista d'autoritats com una de les seves fonts.